# Sona Mohapatra

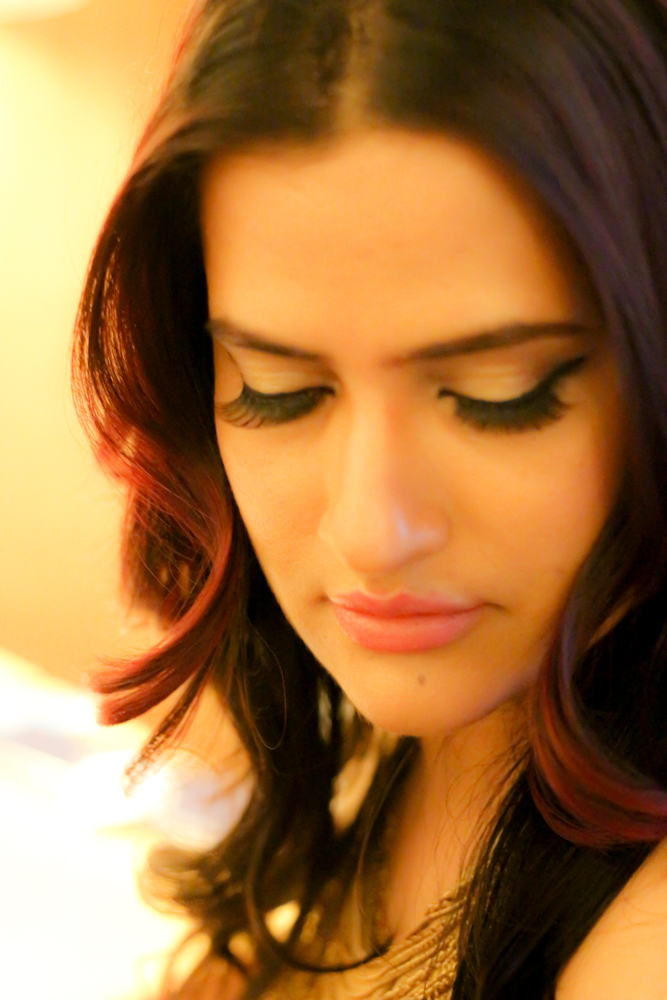
Sona Mohapatra (2015)

Sona Mohapatra (Oriya: ସୋନା ମହାପାତ୍ର, Sonā Mahāpātra; * 17. Juni 1978 in Cuttack, Odisha) ist eine indische Sängerin, Komponistin, Texterin und Musikproduzentin. Sie singt Playback für Bollywood-Filme und in der Werbung, gibt aber auch Konzerte und tritt regelmäßig in der populären Fernsehshow Satyamev Jayate Aamir Khans auf.

## Jugend und Ausbildung
Sona Mohapatra wuchs in einer Brahmanen-Familie auf. Der Beruf ihres Vaters als Marineoffizier brachte zahlreiche Umzüge mit sich. Sie schloss ein Ingenieursstudium der Elektro- und Messtechnik am College of Engineering and Technology in Bhubaneswar ab und erwarb ein MBA in Marketing und Systemtheorie am Symbiosis Centre for Management and Human Resource Development in Pune. Sie arbeitete in der Folge als Markenmanagerin beim Lebensmittel- und Kosmetikproduzenten Marico in Mumbai.

## Musik
Mohapatras musikalische Anfänge lagen in Jingles und Liedern für Werbespots. Eine Kampagne für Unilever enthielt das Lied Paas Aao Na, das in mehreren Sprachen aufgenommen wurde und in 13 Ländern insgesamt vier Jahre lang lief. 2007 veröffentlichte Mohapatra ihr Debütalbum Sona auf Sony Records; eine Fusion von Rockmusik, Rhythm and Blues, Flamenco, klassischer indischer Musik aus Hindustan, Baul- und Roma-Musik. 2009 kam die Single Diljale heraus, im gleichen Jahr Paas Aao Na.
Sona Mohapatra sang Playback für verschiedene Bollywood-Filme, meist Kompositionen von Ram Sampath und hatte Cameo-Auftritte in den Filmen.
Einem noch größeren Publikum wurde sie durch ihre Beteiligung an der Fernsehshow Satmayev Jayate des Schauspielers Aamir Khan bekannt. Die Sendung greift sozialkritisch Probleme des indischen Alltags wie den geschlechtsspezifischen Fetozid, die Mitgift oder das Kastensystem auf und enthält an diesen Themen orientierte musikalische Elemente. Sängerin der Kompositionen von Ram Sampath war wiederholt Sona Mohapatra; die in der Sendung erstveröffentlichten Stücke erreichten auf Youtube und anderen Plattformen hohe Zugriffszahlen. Mohapatra zeichnete auch als Produzentin für den musikalischen Teil der Sendung verantwortlich.
Neben Konzerten in verschiedenen indischen Stadien und Hallen trat Mohapatra in den USA, unter anderem im Lincoln Center in New York, und in Südostasien auf. Begleitet wird sie von einer sechsköpfigen Musikergruppe um den Gitarristen Sanjoy Das.
Ein BBC-Studiokonzert in Salford, bei dem Sona Mohapatra, begleitet vom BBC Philharmonic Orchestra unter der Leitung von Dave Heath Hindi-Filmklassiker von R.D. Burman darbot, wurde am 15. September 2014 live in zwölf Ländern ausgestrahlt.

## Persönliches
Sona Mohapatra ist seit 2005 mit Ram Sampath verheiratet. Das Paar lebt in Mumbai und produziert unter dem Label OmGrown Music im eigenen Studio. Mohapatras Schwester Pratichee (* 1978) war Mitglied der kurzlebigen, mittlerweile aufgelösten Girl-Group Viva!.

## Diskographie
Neben ihrem eigenen Material spielte Mohapatra Cover-Versionen von Stücken wie Let’s Dance von David Bowie und Afterglow von INXS ein.

### Lieder in Bollywood-Filmen
- Family:  Lori
- Aagey Se Right: Daav Laga
- Jumbo: Chaayi Madhoshiyaan
- Delhi Belly: Bedardi Raja
- I Hate Luv Storys: Bahara mit Shreya Ghoshal
- Talaash: Jiya Lage Na
- Fukrey:  Ambarsariya
- Khoobsurat: Naina

### Fernsehauftritte
- Satyamev Jayate: Mujhe Kya Bechega Rupaiya, Ghar Yaad Aata Hai Mujhe, Chanda Pe Dance, Bekhauff

### Studio-Album
- SONA (Song - Bolo Na  , Aja Ve, Tere Ishq Nachaya, Abhi Nahin Ana)

### Alben
- Love is (2007)
- Soulful Sufi (2009)